# 叙利亚议会
2024年12月阿萨德政权垮台后，叙利亚预计将成立新组建的人民议会（阿拉伯语：مَجْلِس الشَّعْب，ALA-LC： Majlis ash-Shaʻb ） 。复兴党时期，人民议会由15个多议席选区选举产生的250名议员组成，任期为四年。在2024年12月8日叙利亚复兴党政权倒台后，叙利亚成立人民議會。在過渡期內，議會將由150名議員組成，任期為30個月，可連任。其中，100名議員將由14個多席次選區的高級委員會選出，其餘50名議員將由總統任命。

## 歷史

### 法國託管期
在1918年鄂圖曼帝國瓦解後，敘利亞國民大會於1919年5月在大馬士革召開。1920年9月，亨利·古羅（黎凡特高級專員）組成了一個代表委員會，其中三分之二由選舉產生，三分之一由法國行政當局任命。1922年6月28日，敘利亞聯邦成立，設立由各州15名成員組成的聯邦議會。由於未進行選舉，這些成員於1923年由高級專員任命，任期在翌年延長。
1925年，隨著敘利亞國的成立，總統艾哈邁德·納米與高級專員亨利·龐索同意舉行制憲大會選舉以起草憲法。 這促成了1928年的第一次敘利亞立法選舉，選出68名代表，但該議會於1929年2月5日解散。 1930年憲法的第30條設立了名為眾議院的立法機構，代表任期為五年。在憲法採用至1949年廢除期間，眾議員的人數介於68至136人之間。
1931年12月至1932年1月舉行了第一次眾議院選舉。第一屆議會於1932年6月召開，促成了穆罕默德·阿里·貝伊·阿比德當選總統的妥協。1936年選舉中，國家集團贏得眾議院大多數席位，哈希姆·阿塔西當選總統。 同時，與法國的談判達成了獨立條約，並於1936年12月由敘利亞議會批准。1947年敘利亞議會選舉是獨立後的首次選舉。

### 復興黨統治
1963年敘利亞政變後，一個由250名成員組成的人民議會主要成為橡皮圖章，為統治的復興黨服務。
2012年5月7日舉行的2012年敘利亞議會選舉，首次名義上基於多黨制成立新議會，結束了四十年的單一政黨體制。
2016年，哈迪亚·哈拉夫·阿巴斯博士（自2003年起代表代爾祖爾）成為首位女性人民議會議長。

### 過渡政府時期
阿薩德政權倒台後的2024年12月8日，議會發表聲明，稱當日為「全體敘利亞人民生活中的歷史性一天」，並表示將努力維護法治。聲明中包括新的敘利亞國徽，並配以敘利亞反對派旗幟。
12月11日，阿拉伯复兴社会党无限期停止一切活动。 次日，叙利亚过渡政府暂停议会和宪法，过渡期为三个月。2025年1月29日，叙利亚过渡政府宣布成立临时立法委员会，人民议会随即解散。  2025年《叙利亚临时宪法》通过后，成立了也称为人民议会的临时议会，其三分之一的成员由总统任命。
2025年6月2日，總統頒布法令，成立人民議會選舉高級委員會。該委員會由11名成員組成，負責監督各省選舉小組委員會的組建，這些小組委員會將選出人民議會三分之二的議員。
新的選舉框架將以間接選舉制取代前政權時期的直接公開選舉。各省的小組委員會將取代直接投票，組成各區的地方選舉機構，再由地方選舉機構選出國會議員。
據該委員會稱，這種做法旨在適應新議會的過渡性和立法性（而非代表性）特徵。其目標是選出技術專家和學者：
70%的成員將是學者或專家，
30%將是知名的社區人士（最好也具備學術資格）。
每個小組委員會將按選區提名50名候選人，組成各區（全國共設65個行政區）的選舉機構，並從中選出一名議會代表。敘利亞，成立14個委員會，每個省一個，共130名官員監督選舉過程。委員會預計將在15天內完成遴選和磋商。